# Super Bowl XIV
Super Bowl XIV je bio završna utakmica 60. po redu sezone nacionalne lige američkog nogometa. U njoj su se sastali pobjednici AFC konferencije Pittsburgh Steelersi i pobjednici NFC konferencije Los Angeles Ramsi. Pobijedili su Steelersi rezultatom 31:19, kojima je to bio četvrti osvojeni naslov.
Utakmica je odigrana na stadionu Rose Bowl u Pasadeni u Kaliforniji, kojoj je to bilo drugo domaćinstvo Super Bowla (prvo je bio Super Bowl XI 1977. godine).

## Tijek utakmice
| Četvrtina | Vrijeme | Momčad | Informacija o promjeni rezultata                                                    | Rezultat | Rezultat |
| Četvrtina | Vrijeme | Momčad | Informacija o promjeni rezultata                                                    | Steelers | Rams     |
| --------- | ------- | ------ | ----------------------------------------------------------------------------------- | -------- | -------- |
| 1         | 7:31    | PIT    | field goal (Bahr)                                                                   | 3        | 0        |
| 1         | 2:44    | LA     | touchdown probijanjem (Bryant), uspješan pokušaj za dodatni poen (Corral)           | 3        | 7        |
| 2         | 12:52   | PIT    | touchdown probijanjem (Harris), uspješan pokušaj za dodatni poen (Bahr)             | 10       | 7        |
| 2         | 7:21    | LA     | field goal (Corral)                                                                 | 10       | 10       |
| 2         | 0:14    | LA     | field goal (Corral)                                                                 | 10       | 13       |
| 3         | 12:12   | PIT    | touchdown dodavanjem (Bradshaw-Swann), uspješan pokušaj za dodatni poen (Bahr)      | 17       | 13       |
| 3         | 10:15   | LA     | touchdown dodavanjem (McCutcheon-Smith), promašen pokušaj za dodatni poen           | 17       | 19       |
| 4         | 12:04   | PIT    | touchdown dodavanjem (Bradshaw-Stallworth), uspješan pokušaj za dodatni poen (Bahr) | 24       | 19       |
| 4         | 1:49    | PIT    | touchdown probijanjem (Harris), uspješan pokušaj za dodatni poen (Bahr)             | 31       | 19       |

## Statistika utakmice

### Statistika po momčadima
| Statistika                                                      | Pittsburgh Steelers | Los Angeles Rams |
| --------------------------------------------------------------- | ------------------- | ---------------- |
| Prvih pokušaja                                                  | 19                  | 16               |
| Ukupno osvojenih jardi                                          | 393                 | 301              |
| Broj napada probijanjem                                         | 37                  | 29               |
| Ukupno jardi osvojenih probijanjem                              | 84                  | 107              |
| Broj napada s kompletiranim dodavanjem/ukupno napada dodavanjem | 14/21               | 16/26            |
| Ukupno jardi osvojenih dodavanjem                               | 309                 | 194              |
| Izgubljenih lopti                                               | 3                   | 1                |
| Prekršaji (izgubljenih jardi)                                   | 6 (65)              | 2 (26)           |
| Vrijeme posjeda lopte (min:s)                                   | 30:30               | 29:30            |

### Statistika po igračima
| Quarterback          | Dodavanja* | Yds** | TD*** | Int**** |
| -------------------- | ---------- | ----- | ----- | ------- |
| Terry Bradshaw (PIT) | 14/21      | 309   | 2     | 3       |
| Vince Ferragamo (LA) | 15/25      | 212   | 0     | 1       |

Napomena: * - broj kompletiranih dodavanja/ukupno dodavanja, ** - ukupno jardi dodavanja, *** - broj touchdownova (polaganja), **** - broj izgubljenih lopti